# Comuna Lunca de Sus, Harghita
Lunca de Sus (în maghiară: Gyimesfelsőlok) este o comună în județul Harghita, Transilvania, România, formată din satele Comiat, Izvorul Trotușului, Lunca de Sus (reședința), Păltiniș-Ciuc, Valea Gârbea și Valea Ugra.

## Demografie
Componența etnică a comunei Lunca de Sus
     Maghiari (94,62%)
     Români (1,09%)
     Alte etnii (1,03%)
     Necunoscută (3,26%)
Componența confesională a comunei Lunca de Sus
     Romano-catolici (95,09%)
     Alte religii (1,4%)
     Necunoscută (3,51%)
Conform recensământului efectuat în 2021, populația comunei Lunca de Sus se ridică la 3.218 locuitori, în scădere față de recensământul anterior din 2011, când fuseseră înregistrați 3.242 de locuitori. Majoritatea locuitorilor sunt maghiari (94,62%), cu o minoritate de români (1,09%), iar pentru 3,26% nu se cunoaște apartenența etnică. Din punct de vedere confesional, majoritatea locuitorilor sunt romano-catolici (95,09%), iar pentru 3,51% nu se cunoaște apartenența confesională.

## Politică și administrație
Comuna Lunca de Sus este administrată de un primar și un consiliu local compus din 13 consilieri. Primarul, Andor Ambrus[*], de la Uniunea Democrată Maghiară din România, este în funcție din 1 noiembrie 2024. Începând cu alegerile locale din 2024, consiliul local are următoarea componență pe partide politice:
|  | Partid                                 | Consilieri | Componența Consiliului | Componența Consiliului | Componența Consiliului | Componența Consiliului | Componența Consiliului | Componența Consiliului | Componența Consiliului | Componența Consiliului | Componența Consiliului | Componența Consiliului | Componența Consiliului |
|  | -------------------------------------- | ---------- | ---------------------- | ---------------------- | ---------------------- | ---------------------- | ---------------------- | ---------------------- | ---------------------- | ---------------------- | ---------------------- | ---------------------- | ---------------------- |
|  | Uniunea Democrată Maghiară din România | 11         |                        |                        |                        |                        |                        |                        |                        |                        |                        |                        |                        |
|  | Alianța Maghiară din Transilvania      | 2          |                        |                        |                        |                        |                        |                        |                        |                        |                        |                        |                        |